# Tamás Kovács
Pour les articles homonymes, voir Kovács.
Dans le nom hongrois Kovács Tamás, le nom de famille précède le prénom, mais cet article utilise l’ordre habituel en français Tamás Kovács, où le prénom précède le nom.
Tamás Kovács est un sabreur hongrois né le 20 mars 1943 à Budapest.

## Carrière
Le sabreur hongrois, fils du sextuple champion olympique d'escrime Pál Kovács et frère de l'escrimeur Attila Kovács, remporte le titre mondial par équipe en 1973. Il participe aussi aux Jeux olympiques d'été de 1968 à Mexico, de 1972 à Munich et de 1976 à Montréal ; il obtient lors des deux premiers Jeux la médaille de bronze par équipe.
Il devient par la suite directeur technique du Comité olympique hongrois.

## Palmarès

### Jeux olympiques
- Médaille de bronze en sabre par équipe aux Jeux olympiques d'été de 1968 à Mexico
- Médaille de bronze en sabre par équipe aux Jeux olympiques d'été de 1972 à Munich

### Championnats du monde
- Médaille d'or en sabre par équipe aux Championnats du monde d'escrime 1973 à Göteborg
- Médaille d'argent en sabre par équipe aux Championnats du monde d'escrime 1967 à Montréal
- Médaille d'argent en sabre par équipe aux Championnats du monde d'escrime 1970 à Ankara
- Médaille d'argent en sabre par équipe aux Championnats du monde d'escrime 1971 à Vienne
- Médaille d'argent en sabre par équipe aux Championnats du monde d'escrime 1975 à Budapest
- Médaille de bronze en sabre par équipe aux Championnats du monde d'escrime 1969 à La Havane
- Médaille de bronze en sabre par équipe aux Championnats du monde d'escrime 1974 à Grenoble
- Médaille de bronze en sabre par équipe aux Championnats du monde d'escrime 1977 à Buenos Aires